# Austrochlamys
Austrochlamys is een geslacht van tweekleppigen uit de  familie van de Pectinidae (mantelschelpen). 

## Soort
- Austrochlamys natans (Philippi, 1845)